# Berardo Collectie Museum
Het Berardo Collectie Museum (Portugees: Museu Colecção Berardo) is een museum dat moderne en hedendaagse kunst tentoonstelt. Het museum is gelegen in Lissabon, de hoofdstad van Portugal, in de wijk Belém, in het Cultureel Centrum van Belém (Portugees: Centro Cultural de Belém).

## Geschiedenis
Het museum begon als een kunstcollectie van de Portugees José Berardo. Hij verzamelde moderne en hedendaagse kunst en wilde deze werken met de Portugese bevolking en de hele wereld delen.
Het museum werd opgericht als gevolg van het decreet 164/2006, dat werd uitgevaardigd op 9 augustus 2006, met het doel om een permanent museum, gebaseerd op de collectie, op te richten in de expositiehal van het Cultureel Centrum van Belém.
Het museum werd geopend op 25 juni 2007 en is genoemd naar José Berardo en zijn collectie.
Sinds de opening van het museum was Jean-François Chougnet de artistieke directeur van het museum, maar hij werd in april 2011 vervangen door Pedro Lapa.

## Collectie
Het museum heeft een permanente collectie, bestaande uit meer dan 1000 kunstwerken, maar huisvest ook steeds tijdelijke tentoonstellingen van artiesten van over de hele wereld. Het museum heeft werken van verschillende moderne kunststromingen en verschillende artiesten. Het museum stelt niet altijd dezelfde kunstwerken tentoon, vermits het vaak kunstwerken uitleent aan andere musea en van tijdelijke tentoonstellingen verandert.

### Lijst van belangrijkste kunststromingen en artiesten

#### Abstract expressionisme
- Philip Guston, Untitled, 1957
- Joan Mitchell, Lucky Seven, 1962
- Lee Krasner, Visitation, 1973
- Sam Francis, Untitled, 1979
- Willem de Kooning, Untitled, c. 1976

#### Abstraction-Création
- Georges Vantongerloo, SXR/3, 1936

#### Action Painting
- Jackson Pollock, Head, 1941
- Franz Kline, Sabro, 1956

#### Body Art
- Cindy Sherman, Untitled (Film Still Nº37), 1979

#### Constructivisme
- El Lissitzky, Kestnermappe Proun, Rob. Levnis and Chapman GmbH Hannover, 1923
- Aleksandr Rodtsjenko, Portrait V. Majakowski, 1924

#### Kubisme
- Albert Gleizes, Woman and Child, 1927
- Pablo Picasso, Tête de Femme, c.1909

#### De Stijl
- Vilmos Huszár, Untitled, 1924
- Georges Vantongerloo, Studies I, 1918

#### Digital Art
- Robert Silvers, JFK, 5/6, 2002

#### Experimentele kunst
- Ana Hatherly, O Pavão Negro, 1999

#### Geometrische abstractie
- Nadir Afonso, Marcoule, 1962

#### Kinetische kunst
- Pol Bury, Mélangeur, 1961
- Alexander Calder, Black Spray, 1956
- Jean Tinguely, Indian Chief, 1961

#### Minimal art
- Carl Andre, 144th Travertine Integer, 1985
- Richard Artschwager, Trunk, 1964
- Larry Bell, Vertical Gradient on the Long Length, 1995
- Anthony Caro, Fleet, 1971
- Dan Flavin, Untitled (Monument to Vladimir Tatlin), 1964
- Ellsworth Kelly, Yellow Relief with Blue, 1991
- Sol LeWitt, Eight Sided Pyramid, 1992
- Richard Serra, Point Load, 1988
- Frank Stella, Hagamatana II, 1967

#### Neo-expressionisme
- Georg Baselitz, Blonde ohne Stahlhelm- Otto D. (Blonde Without Helmet - Otto D.), 1987
- Anselm Kiefer, Elisabeth von Österreich, 1991

#### Neo-plasticisme
- Piet Mondriaan, Compositie van Geel, Zwart, Blauw en Grijs, 1923

#### Neorealisme
- Mário Dionísio, O Músico, 1948

#### Op art
- Bridget Riley, Orient IV, 1970
- Victor Vasarely, Bellatrix II, 1957

#### Fotografie
- Pepe Diniz, verschillende werken
- Jemima Stehli, verschillende werken
- Manuel Casimiro, Cidade 1, 1972
- Victor Palla, verschillende werken

#### Hyperrealisme
- Tom Blackwell, Gary's Hustler, 1972
- Robert Cottingham, Dr. Gibson, 1971
- Don Eddy, Toyota Showroom Window I, 1972

#### Pop art
- Clive Barker, Fridge, 1999
- Peter Blake, Captain Webb Matchbox, 1962
- Jim Dine, Black Child's Room, 1962
- Richard Hamilton, Epiphany, 1989
- David Hockney, Picture Emphasizing Stillness, 1962
- Edward Kienholz, Drawing for the Soup Course at The She She Cafe, 1982
- Phillip King, Through, 1965
- Roy Lichtenstein, Interior with Restful Paintings, 1991
- Claes Oldenburg, Soft Light Switches 'Ghost' Version, 1963
- Sigmar Polke, Bildnis Helmut Klinker, 1965
- Mel Ramos, Virnaburger, 1965
- James Rosenquist, F-111, 1974
- George Segal, Flesh Nude behind Brown Door, 1978
- Andy Warhol, Campbell's Soup en verschillende andere werken, 1965
- Evelyne Axell, L'Oeil de la Tigresse, 1964
- Mark Lancaster, verschillende werken

#### Realisme
- Philip Sylvio Pearlstein, Two Figures, 1963

#### Suprematisme
- Kazimir Malevitsj, Suprematism: 34 tekeningen, 1920
- Ljoebov Popova, verschillende composities

#### Surrealisme
- Eileen Agar, Snake Charmer, 1936
- Hans Bellmer, La Toupie, 1956
- Salvador Dalí, White Aphrodisiac Telephone, 1936
- Julio González, Femme au Miroir Rouge, Vert et Jaune, 1936
- André Masson, Eleusis, 1963
- Pablo Picasso, Femme dans un Fauteuil, 1929
- Man Ray, Café Man Ray, 1948
- Paule Vézelay, Les Ballons et les Vases, 1934
- Paul Delvaux, Le Bain des Dames chez George Grard (S. Idesbald), 1947
- Fernando Lemos, verschillende werken

## Tarieven en openingsuren
Toegang tot het museum is gratis. Personeel van het museum geeft uitleg over de kunstwerken.
In de week is het museum open van 10 uur tot 19 uur. Op zaterdag, en op vrijdagen die in een vakantie vallen, is het museum open van 10 uur 's morgens tot 10 uur 's avonds.

## Locatie, faciliteiten en bereikbaarheid
Het museum is gevestigd in het Cultureel Centrum van Belém, wat het centrum van moderne cultuur in Lissabon is. Recht tegenover het museum kan men het Mosteiro dos Jerónimos vinden.
In het Cultureel Centrum van Belém vindt men verschillende restaurants en sandwichbars, maar ook verschillende andere winkels. Tegenover het park kan men een McDonald's en een Starbucks vinden, samen met verschillende andere soorten restaurants.
Men kan het museum bereiken via de tram en de bus, op dezelfde manier om Belém en het klooster te bereiken. Vanuit het centrum van Lissabon kan men de metro naar Cais do Sodré nemen en vanaf daar de tram of bus. Het is aangeraden om de bus te nemen, die veel sneller is.